# Svoge
Svoge (bulgariska: Своге) är en ort i Bulgarien.   Den ligger i kommunen Obsjtina Svoge och regionen Sofijska oblast, i den västra delen av landet, 30 km norr om huvudstaden Sofia. Svoge ligger 455 meter över havet och antalet invånare är 8 964.
Terrängen runt Svoge är huvudsakligen kuperad. Svoge ligger nere i en dal. Närmaste större samhälle är Kostinbrod, 19,9 km sydväst om Svoge.
I omgivningarna runt Svoge växer i huvudsak lövfällande lövskog. Runt Svoge är det ganska glesbefolkat, med 28 invånare per kvadratkilometer.